# (184212) 2004 PB112
(182926) 2002 FU6, também escrito como (184212) 2004 PB112, é um objeto transnetuniano (TNO) que está localizado no cinturão de Kuiper, uma região do Sistema Solar. Este objeto é classificado como um cubewano. O mesmo possui uma magnitude absoluta (H) de 7,2 e, tem um diâmetro com cerca de 160 km, por isso existem poucas chances que possa ser classificado como um planeta anão, devido ao seu tamanho relativamente pequeno.

## Descoberta
(184212) 2004 PB112 foi descoberto no dia 13 de agosto de 2004 por Marc W. Buie.

## Órbita
A órbita de (184212) 2004 PB112 tem uma excentricidade de 0.671, possui um semieixo maior de 108,44 UA e um período orbital de cerca de 412 466. O seu periélio leva o mesmo a uma distância de 35.346 UA em relação ao Sol e seu afélio a 181,536 UA.